# 小港糖廠
小港糖廠是一位於高雄市小港區的製糖工廠，附有副產品加工廠。

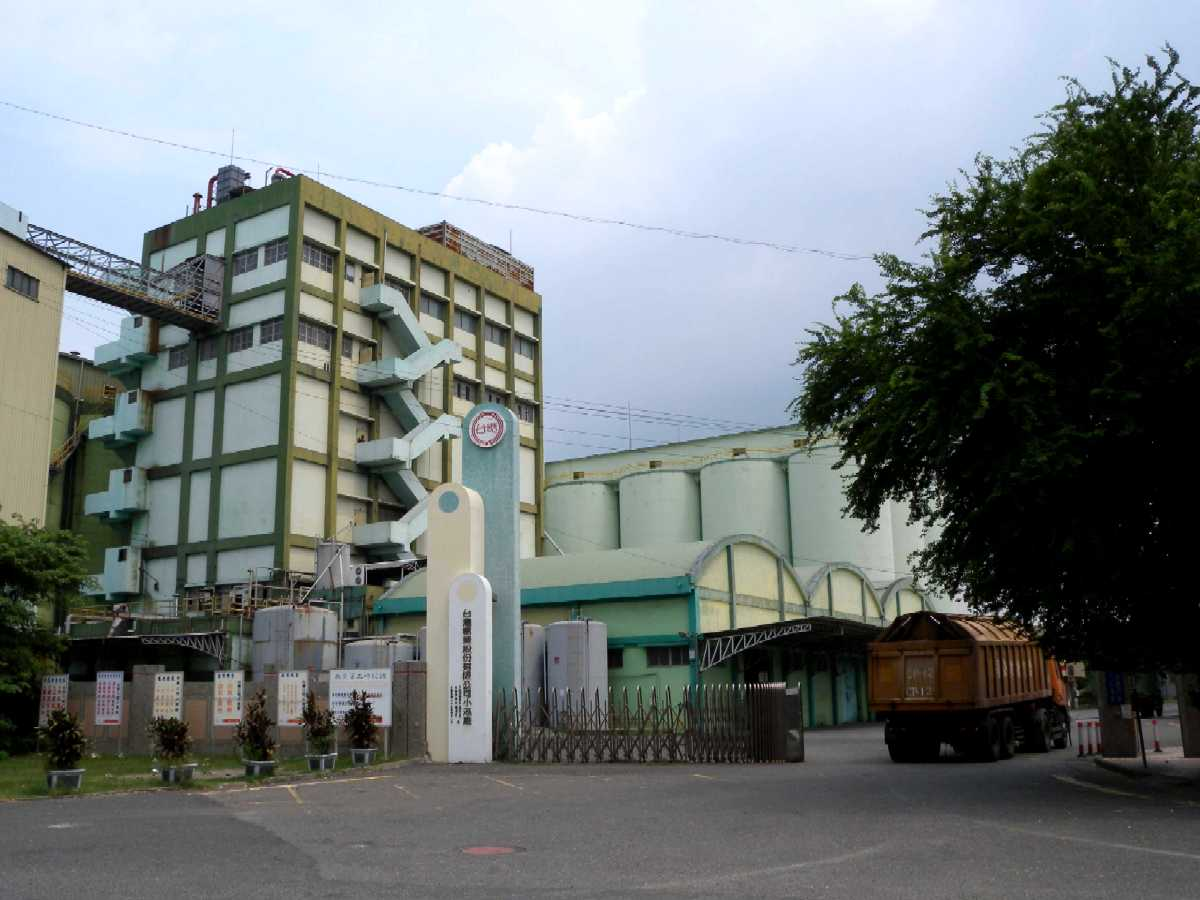
小港糖廠

## 沿革
小港糖廠，舊稱後壁林製糖所，原屬於台灣製糖株式會社，興建於1909年，每日壓榨甘蔗量為1,500公噸。小港糖廠於1977年7月1日直隸總公司。飼料工場於 1977年5月落成開工，黃豆油工場於1977年6月1日落成開工。製糖工場於1983年7月撤銷，小港糖廠更名為小港副產加工廠。精煉糖廠興建工程處於1993年7月16日成立，精煉糖廠興建工程於1994年7月28日動工，精煉糖廠於1997年8月26日開始分階段溶糖試車。小港副產加工廠於1998年4月1日改制為小港廠。台灣糖業公司砂糖事業部於2004年1月1日成立。。

## 現況
小港廠隸現屬台糖公司砂糖事業部，廠區有精煉糖工場、製油工場、飼料工場等。其行政大樓由公司之砂糖事業部、小港廠、高雄分公司等單位共用。

## 外部連結
- 台糖全球中文入口網 （页面存档备份，存于）
- 小港糖廠 - 台灣製糖工廠百年文史地圖 （页面存档备份，存于）
- 再現糖業風華 - 糖業文化數位典藏計畫 （页面存档备份，存于）
- 小港線（鳳山─小港） - 臺灣鐵路列車部落格 - udn部落格 （页面存档备份，存于）